# Vetenskapsåret 1830

## Händelser
- Johann Heinrich Mädler och Wilhelm Beer ritar den första kartan över Mars yta.
- Charles Bell publicerar Nervous System of the Human Body (människokroppens nervsystem).
- Charles Lyell publicerar första bandet av The Principles of Geology (geologins principer).

## Pristagare
- Copleymedaljen: inget pris utdelades.

## Födda
- 5 mars
  - Étienne-Jules Marey (död 1904), fransk fysiolog och pionjär inom fotografi.
  - Charles Wyville Thomson (död 1882), brittisk marinbiolog.
- 10 maj - François-Marie Raoult (död 1901), fransk kemist.
- 19 augusti - Lothar Meyer (död 1895), tysk kemist.

## Avlidna
- 16 maj - Jean-Baptiste Joseph Fourier (född 1768), fransk matematiker och fysiker.